# Пентасульфид дитория
Пентасульфид дитория — бинарное неорганическое соединение
тория и серы
с формулой Th2S5,
красные кристаллы.

## Получение
- Нагревание стехиометрических количеств чистых веществ в вакууме [2]:

{\displaystyle {\mathsf {2Th+5S\ {\xrightarrow {400-420^{o}C}}\ Th_{2}S_{5}}}}

## Физические свойства
Пентасульфид дитория образует красные кристаллы
ромбической сингонии, пространственная группа P cnb, параметры ячейки a = 0,7623 нм, b = 0,7677 нм, c = 1,0141 нм, Z = 4
.
Из-за близости значений параметров a и b во многих работах сообщается, что структура тетрагональная.
В соединении есть связь S-S, то есть оно принадлежит к полисульфидам.
Соединение разлагается при температуре 600°C.